# Downlink

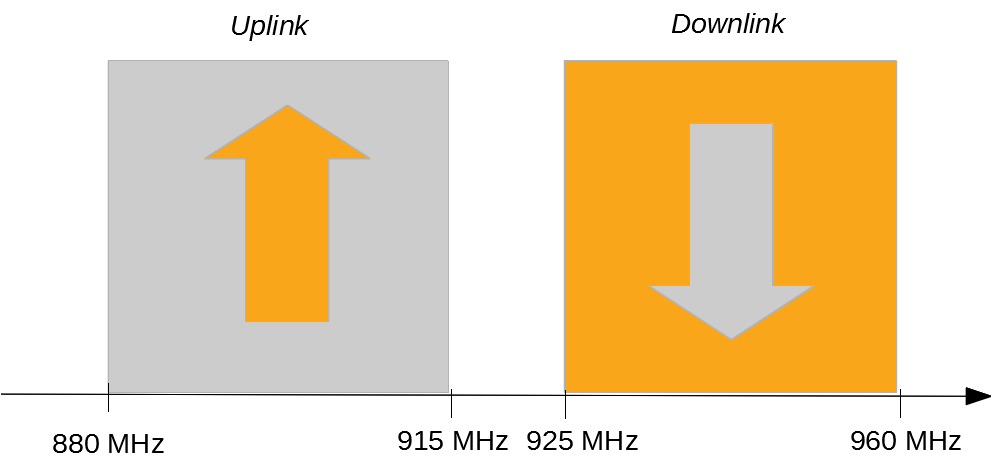
Pasmo GSM 900: uplink i downlink

Downlink (z ang. „łącze w dół”) – w komunikacji radiowej jest to pasmo częstotliwości, na którym nadajniki zlokalizowane na masztach radiowych, satelitach lub innych elementach infrastruktury telekomunikacyjnej transmitują dane do urządzeń końcowych (odbiorczych).
Na przykład systemach telekomunikacji komórkowej GSM 1800 (jednym z wariantów sieci GSM, gdzie pasmo jest podzielone na dwa zakresy: uplink – do nadawanie od terminala do stacji bazowej i downlink – do nadawania w przeciwnym kierunku), pasmo downlink jest definiowane jest jako zakres 1805–1880 MHz, w którym dostępne są 374 częstotliwości, rozłożone co 200 kHz.
Pojęcie downlink występuje w kontekście transmisji radiowej prowadzonej na dwóch oddzielnych częstotliwościach („w górę” i „w dół”). Systemy, które realizują dostęp do sieci w ten sposób nazywa się systemami FDD (ang. frequency division duplex). Alternatywnym sposobem jest wykorzystanie tego samego pasma do transmisji w górę i w dół (takie podejście przyjęły m.in. systemy TDD – ang. time division duplex).